# Peter Lim
Peter Lim (Singapur, 21 de mayo de 1953) es un empresario e inversor singapurense, conocido por ser el propietario del Valencia CF. En 2010 la revista Forbes lo situó como la octava persona más rica de Singapur, mientras que ocupaba el puesto número 655 del mundo por la misma razón. Actualmente su fortuna está calculada en un valor de 2.200 millones de dólares. Desde que se hizo cargo del  Valencia CF se le ha criticado por su sociedad con Jorge Mendes y por los malos resultados deportivos, con pérdidas acumuladas que sobrepasan más de 100 millones de euros.

## Vida personal
Estudió en la Institución Raffles antes de ingresar en la Universidad de Australia Occidental, donde se graduó en contabilidad.  Invirtió 10 millones de dólares en la empresa Wilmar International, especialista en el mercado del aceite de palma, obteniendo más de 600 millones de beneficios. Posteriormente invirtió en la empresa de moda FJ Benjamin y en Thomson Medical Centre Limited, Además, tiene intereses en “Vantage Bay”, un complejo inmobiliario de lujo ubicado en la costa de Singapur, la cual es gestionada por su empresa Rowsley.[cita requerida]

## Negocios deportivos
Ha creado una beca de 10 millones de dólares de Singapur administrada por la Federación Olímpica de Singapur (SOF) para nutrir los talentos deportivos locales en 2010. Es conocido también por ser partidario de la difusión y expansión del fútbol en Singapur.[cita requerida]
Tiene una red de bares temáticos en Asia sobre el Manchester United, y en 2010 intentó comprar el Liverpool FC pero su oferta no fue la aceptada.
En 2012 compró un paquete accionarial relevante de McLaren Automotive, marca con un importante crecimiento de ventas en Asia.[cita requerida]
El 4 de diciembre de 2012, Lim formalizó su participación con la empresa estatal malaya UEM Land para construir un centro de deportes de motor integrado en la región de Johor Iskandar. El proyecto, cuyo costo se estima en 1.140 millones de dólares, se espera que esté en funcionamiento en 2016. Será operado y administrado por Fastrack Autosports, cuyo accionado en forma mayoritaria pertenece a Lim.[cita requerida]
A finales del año 2013 muestra su interés por comprar al equipo español Valencia CF. Lim se dejó ver durante esas semanas, tras asistir a la entrega del Balón de Oro a Cristiano Ronaldo invitado por Jorge Mendes, representante del jugador portugués y amigo personal, acudió al palco del estadio Vicente Calderón a presenciar un partido entre el Atlético de Madrid y el Valencia CF.
El viernes 24 de octubre de 2014, a las 23:00, Kim Koh (acompañante de Peter Lim como mano derecha en su aventura por la compra del Valencia CF) pone rumbo a Madrid a firmar el contrato con Bankia que otorga a Peter Lim como máximo accionista del club blanquinegro, haciéndose cargo del 70,4% de las acciones. Pocos minutos más tarde, se oficializa la buena disposición de ambas partes, de manera que Peter Lim es oficialmente nuevo dueño del Valencia CF.

## Polémicas en negocios futbolísticos
El 24 de octubre de 2014 compró el Valencia C. F. por 94 millones de euros, de los cuales pagará 22 al contado, de los cuales 16 cancelarán parte del crédito con Bankia y seis saldarán la deuda con el IVF. Los 72 restantes se los irá devolviendo al banco en cuatro cuotas anuales de 18 millones. Y para lograr el visto bueno de la entidad nacionalizada aporta como garantías personales 140 millones. En cuanto al crédito del Valencia lleva con prórrogas de pago desde junio de 2011, sigue estando avalado con activos del club como son el viejo estadio de Mestalla y los derechos federativos de los jugadores. Parte de los 220 millones fueron abonados por el Valencia con un crédito que otorga Meriton y el resto ha sido refinanciados con un crédito participativo a 15 años supeditado a obtener cada temporada 40 millones de beneficios antes de impuestos.
A finales de 2016, Lim se vio involucrado indirectamente en el escándalo de evasión fiscal de Cristiano Ronaldo, cuando se supo que Layhoon Chan, una persona de su confianza, formaba parte de Mint Capital, la empresa que gestiona los derechos de imagen del jugador portugués. Asimismo, ha recibido críticas por no involucrarse lo suficiente en la gestión del Valencia CF y por su política de fichajes y traspasos de jugadores, que no ha sido del agrado de parte de los aficionados. Los comentarios despectivos de su hija, Kim Lim, sobre los aficionados del equipo, también suscitaron quejas entre estos.
En el verano de 2020 la creciente crispación social debido a la mala gestión deportiva, económica y social de Meriton provocó el nacimiento de diversas plataformas de oposición contra el máximo accionista. Se organizaron diversas protestas y manifestaciones para visibilizar que la afición valencianista no estaba de acuerdo con las políticas de Meriton. Uno de los movimientos surgidas, la Asociación Libertad VCF ha optado por la vía judicial, que mediante la agrupación del 1% del capital social de la entidad, interponiendo una demanda contra la gestión del club que sido admitida a trámite por el juzgado de lo mercantil de Valencia.

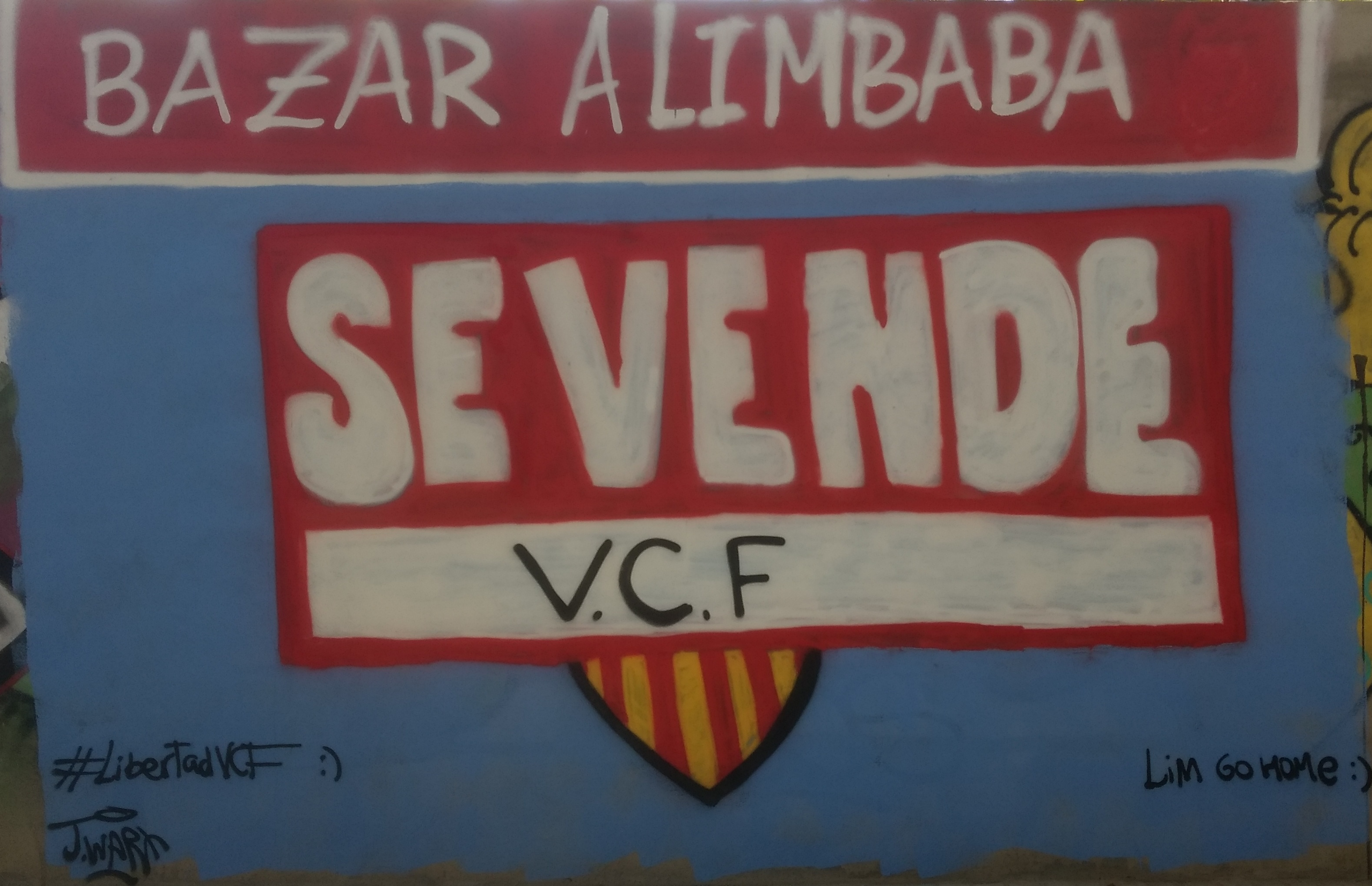
Mural de J. Warx y Libertad VCF contra la gestión de Peter Lim.

Precedida a la demanda, saltó la noticia por al cual se anunciaba que la FIFA concluyó que Meriton violó la independencia del Benfica con las operaciones de Rodrigo Moreno y André Gomes en 2014 en un claro conflicto de intereses que es uno de los argumentos de la citada demanda. 
En la parcela económica la gestión, se concreta en un aumento de la deuda en 99.261.000 euros. El ratio de endeudamiento con la gestión de Lim ha pasado en la temporada 2013-2014 del 7,22 % en la que entró a gobernar el club a un ratio de 12,38 % en la temporada 2019-2020. Lo que significa que por cada euro perdido la deuda solicitada es de 12,38 euros.
El Valencia CF desde la entrada de Lim, pasa de un patrimonio neto de 58.482.000 euros a un patrimonio neto de 40.291.000 euros.[cita requerida] Asimismo el Valencia presupuesta para el ejercicio 2020-2021 unas pérdidas de 26.431.00 euros, por lo tanto, de cumplirse este resultado en las cuentas del próximo ejercicio, el patrimonio neto de Valencia CF será de 13.860.000 euros, entrando en causa de disolución.
En la parcela deportiva, de las últimas 23 temporadas que preceden a la 2020-2021, el club entró en competiciones europeas en 19. Tres de las cuatro en las que no se consiguió esta clasificación tienen como protagonista la administración de Peter Lim. En la temporada 20-21, el VCF ha completado la peor primera vuelta de la historia de la Liga de 3 puntos, con nueva exclusión de las competiciones continentales. La inestabilidad ha sido una constante durante los seis años de Lim en el VCF. Han pasado por el club numerosos entrenadores: Pizzi, Nuno, Ayestarán, Prandelli, Voro (en varias ocasiones), Marcelino, Celades y Gracia. Lo mismo puede decirse sobre los secretarios técnicos: Rufete, Alexanco, Vicente, Longoria, César Sánchez, Corona. Han sido despedidos, en sus distintas funciones, jugadores relevantes de la historia del Valencia, como Kempes o Camarasa. Y también han resultado habituales las destituciones de empleados valencianos con gran experiencia  en todas las parcelas de la entidad. Además no se han dado explicaciones acerca de estas decisiones por parte de Lim ni de los dirigentes que tiene designados en el Valencia C.F.
El 28 de marzo de 2022, en el Juzgado de lo Mercantil n.º 1 de Valencia tuvo lugar la vista oral del juicio correspondiente a la demanda presentada por Libertad VCF sobre tres acuerdos adoptados por Peter Lim en junta general de accionistas: la elevada barrera accionarial que estableció para asistir a las juntas de accionistas; el elevado tope de sueldos  para los altos directivos del club; y un préstamo abusivo que el demandado concedió al club con los derechos de varios jugadores como garantías.
El 29 de septiembre de 2021, La Liga da a conocer un informe con el límite salarial de todos los clubes de 1.ª y 2.ª división, revelando que el Valencia es el último equipo de Primera División en este aspecto, habiendo pasado en 3 años de 177 millones de euros a 30,9 millones de euros. Tras esto, Meriton tuvo que anunciar una ampliación de capital con la cantidad justa para evitar la quiebra de la sociedad y perder su inversión.

## Polémica por la detención de unos aficionados valencianistas en Singapur
A pesar de que el propio Peter no estuvo inlucrado, su nombre estuvo presente en varios medios de comunicación internacionales tras la detención de dos aficionados valencianistas en Singapur. La pareja de españoles, que se encontraba de luna de miel, pegó una pegatina en la casa de Lim y desplegó una bandera con el lema 'Lim Go Home', motivo por el cual fueron detenidos por las autoridades. Les fue retirado el pasaporte y fueron retenidos a la espera de declaración. Tras seis días con los pasaportes confiscados, fueron liberados con una amonestación.